# Najpierw mieszkanie
Najpierw mieszkanie (ang. Housing first) – specjalistyczny program mieszkaniowy stworzony pierwotnie przez Sama Tsemberisa i wdrażany początkowo przez organizację Pathways to Housing w Nowym Jorku od lat 90. XX wieku.
Program adresowany jest do osób charakteryzujących się chroniczną bezdomnością, które doświadczyły kryzysu psychicznego i jednocześnie są w różny sposób uzależnione. Zakłada zapewnienie jednostce samodzielnego mieszkania jako warunku otwierającego terapię, swoistego fundamentu, na którym opierają się dalsze działania specjalistyczne o charakterze zindywidualizowanym. Program może stanowić część krajowych polityk społecznych lub strategii rozwiązywania problemów bezdomności. Odmianą programu (głównie USA i Finlandia) jest wersja realizowana we wspólnym budynku, gdzie mieszkania osób objętych terapią znajdują się w jednym obiekcie, w którym siedzibę ma też zespół wspierający.
W programie, w pierwszej kolejności lokuje się daną osobę w mieszkaniu, które spełnia jej oczekiwania co do np. lokalizacji oraz umeblowania i na bazie stworzonego w ten sposób poczucia bezpieczeństwa (mam swoje miejsce!) rozpoczyna się proces naprawczy, będący najczęściej przyczyną bezdomności. Cały procedura jest odwrócona w stosunku do tradycyjnych metod walki z bezdomnością, w których do własnego lokum dochodzi się w drodze wieloetapowego procesu, realizując cele pośrednie związane z osiąganiem tzw. gotowości mieszkaniowej (metoda schodkowa lub drabinki). U podstaw programu leży przekonanie jego twórców o tym, że własne mieszkanie jest jednym z podstawowych praw człowieka, zapewniającym mu poczucie bezpieczeństwa, ochronę przed warunkami atmosferycznymi, prywatność i satysfakcję z możliwości realizowania relacji społecznych.